# 인도-중국 전쟁
인도-중국 전쟁(印度-中國戰爭; 중국어 간체자: 中印边境战争, 정체자: 中印邊境戰爭, 병음: Zhōng-Yìn Biānjìng Zhànzhēng; 힌디어: भारत-चीन युद्ध Bhārat-Chīn Yuddha)은 중화인민공화국과 인도 간에 1962년 10월 20일부터 11월 21일까지 벌어진 전쟁이다.
전쟁의 주요 원인은 양국 사이 히말라야 일대 국경을 놓고 생긴 인도-중국 국경 분쟁이다. 또한 1959년 티베트 봉기 이후 제14대 달라이 라마가 인도로 망명하고 인도가 은신처를 제공한 사건도 양측의 무력 충돌에 원인을 제공하였다.

## 결과
중국군이 전쟁에서 승리했다. 전쟁 뒤 인도가 중국의 티베트 재합병을 묵인하는 대신, 중국은 네팔과 부탄을 인도의 관리하에 두는 것을 묵인했다.

## 같이 보기
- 중소 국경 분쟁
- 2017년 인도-중국 국경 분쟁